# パンロール

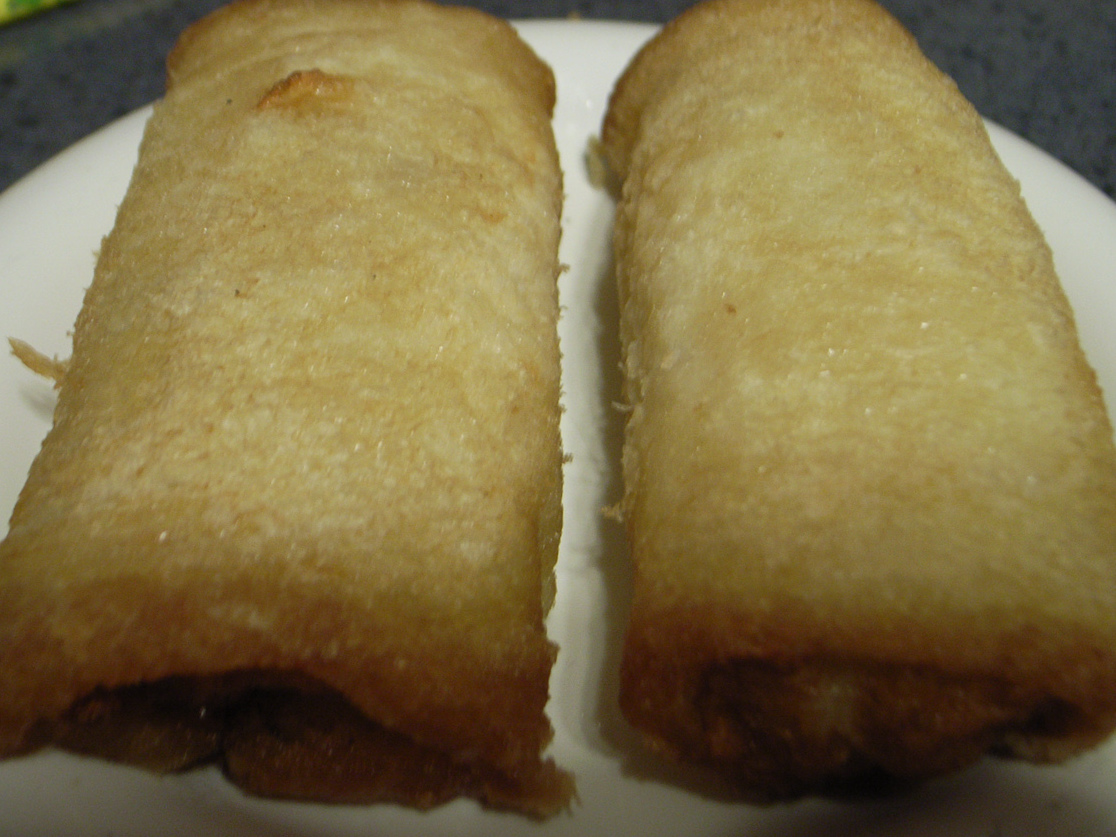
パンロール

パンロールとは、北海道小樽市に本社を構えるかまぼこ等の練り製品の製造・販売を手がける株式会社かま栄が開発したすり身を食パンで巻いて揚げた揚げパンである。

## 概要
パンロールは、昭和37年にかま栄の社長である佐藤公亮が「かまぼこをスナック感覚で食べることはできないか？」というコンセプトを元に開発されて誕生した、洋風オードブルである。地元ではデパ地下でも販売されており、値段も1本300円以内で購入が可能である。おつまみやおやつとして食べられ、パンの中身は豚挽肉とタマネギを混ぜたすり身が入っている。今ではかま栄以外の会社でも販売され、都市部で行われる物産展でも見かけることがある。

## 脚光浴びるきっかけ
脚光を浴びるきっかけとなったのが、北海道でタレント・俳優として活躍する大泉洋がテレビ番組で絶賛したことである。大泉は、新千歳空港にある売店で購入し、それを自身がレギュラー出演する番組『おにぎりあたためますか』（HTB）で紹介したうえ、大泉本人が『とんねるずのみなさんのおかげでした』（フジテレビ系）の名物コーナー「新・食わず嫌い王決定戦」にゲスト出演した際にも持参したことで芸能人の間でも話題になり、問い合わせが殺到した。
ただし、大泉によるとパンロールは食べ始めは美味しく食べられるが、後からお腹に溜まってくるという。

## 購入方法
パンロールは現在、かま栄の販売店での販売しかなく地方発送では扱っていないため購入できない。これはパンロールを地方発送することに消極的ではなく、チルド発送で購入者が揚げて食べる方法も取れるが、商品の売りである手軽さが損なわれる等の理由で販売されていないためである。現時点では新千歳空港を含む現地のかま栄の販売店で購入するしかない。揚げたてのパンロールを食べたいのであれば、各売店で揚げたてを注文する必要がある。かつては、小樽市内のかま栄経営の喫茶店灯台茶房「ラ・カンパネラ」と蕎麦を中心としたメニューを出す食堂の「味工房かま栄」で揚げたてのパンロールを食べることが可能であったが、2015年3月1日で閉店した。

## 派生品
パンロールをパンに挟んだパンロールパンなる食べ物が存在する。スパゲティーロールや焼きそばパンと同様、ホットドッグに利用する小型のコッペパン(ロールパン)にパンロールを挟んだものである。パンロール自体がパン生地を利用したものであるが、そのパンロールをひとつの惣菜とみてパンに挟んだ惣菜パンである。

## 紹介した全国番組
- 「カミングアウトバラエティ 秘密のケンミンSHOW」（ytv・日本テレビ系）
  - 2009年5月28日放送分「ヒミツのごちそう」で、「札幌(どんぐり)発のちくわパン」に関連して"練り物＋パン"ということで、かま栄のパンロールも紹介され、スタジオ試食で絶賛された。